# Dodge City (película)
Dodge City es una película de wéstern estadounidense dirigida en el año 1939 por Michael Curtiz y protagonizada por Errol Flynn y Olivia de Havilland. Está basada en una historia de Robert Buckner y está filmada en Technicolor.

## Argumento
Ambientada en los Estados Unidos en 1872, la acción de la película comienza con el coronel Dodge llegando en el primer tren y, posteriormente, la apertura de la nueva línea ferroviaria que une Dodge City con el resto del país. Unos años más tarde, la ciudad de Dodge se ha convertido en el centro mundial de la raza de ganado longhorn y en una gran Babilonia y lugar de apertura de las fronteras de los Estados Unidos, llena de colonos, ladrones y pistoleros, una ciudad que no conoce la ética, pero sí el dinero y el asesinato; en particular Surrett Jeff y su banda, que matan, roban, engañan y, en general, tienen el control de la vida en la ciudad de Dodge sin ser llevados ante la justicia. Como Surrett ha instalado uno de sus títeres como sheriff, el resto de los ciudadanos se encuentra con "las manos atadas" cuando se trata de detener a cualquiera de la banda.
El coronel Dodge, que es amigo de Wade Hatton (Errol Flynn), un vaquero solitario que fue esencial para llevar el ferrocarril a Dodge City, se encuentra ahora de camino a la ciudad encabezando una caravana de colonos de la costa este. Al lado de Hatton se encuentra su antiguo compañero Rusty. Entre los colonos está la hermosa Abbie Irving (Olivia de Havilland) y su irresponsable hermano, quien, borracho, provoca una estampida y es disparado por Hatton en legítima defensa. Cuando el grupo llega a Dodge City, Hatton se encuentra con la anarquía que rige en la ciudad. Preguntado por los preocupados ciudadanos —entre ellos el tío de Abbie— para que sea el nuevo sheriff, Hatton lo rehúsa cortésmente, diciendo que él no está hecho para esa clase de trabajo.
Hatton cambia de idea cuando, durante una excursión escolar un niño es asesinado por Surrett y sus hombres. El nuevo sheriff y su ayudante - Rusty - tienen un trabajo difícil, no solo por la lucha contra los criminales, sino que también tienen que convencer a los granjeros que han sido perjudicados por Surrett y su banda de que el linchamiento es inadmisible. Cuando Yancy, uno de los esbirros de Surrett, se encuentra en la cárcel, Hatton tiene que protegerlo contra la multitud enfurecida, que no preocupándose por el derecho de Yancy a un juicio justo, quiere tomarse la justicia por su mano y lincharlo.
Al final Hatton logra un doble triunfo, la captura de Surrett y su banda, y ganar el corazón de Abbie. Todo está preparado para una vida familiar tranquila en la nueva y civilizada Dodge City, pero el coronel Dodge pide a Hatton que limpie Virginia City (Nevada), otra ciudad en la línea del ferrocarril mucho más peligrosa que Dodge City. Entendiendo que Hatton es necesario para pacificar el oeste, Abbie sugiere que ella y su nuevo esposo tomen el siguiente tren para su nueva vida juntos.

## Reparto
- Errol Flynn como Wade Hatton
- Olivia de Havilland como Abbie Irving
- Ann Sheridan como Ruby Gilman
- Bruce Cabot como Jeff Surrett
- Frank McHugh como Joe Clemens
- Alan Hale como Rusty
- John Litel cono Matt Cole
- Henry Travers como el Dr. Irving
- Henry O'Neill como el Coronel Grenville M. Dodge
- Victor Jory como Yancy
- William Lundigan como Lee Irving
- Guinn "Big Boy" Williams como Tex Baird
- Bobs Watson como Harry Cole
- Gloria Holden como la Sra. Cole
- Douglas Fowley como Munger
- Georgia Caine como la Sra. Irving
- Charles Halton como el abogado de Surrett
- Ward Bond como Bud Taylor
- Cora Witherspoon como la Sra. McCoy
- Russell Simpson como Jack Orth
- Monte Blue como John Barlow
- Clem Bevans como Charley, el barbero (sin acreditar)